# わさび漬け

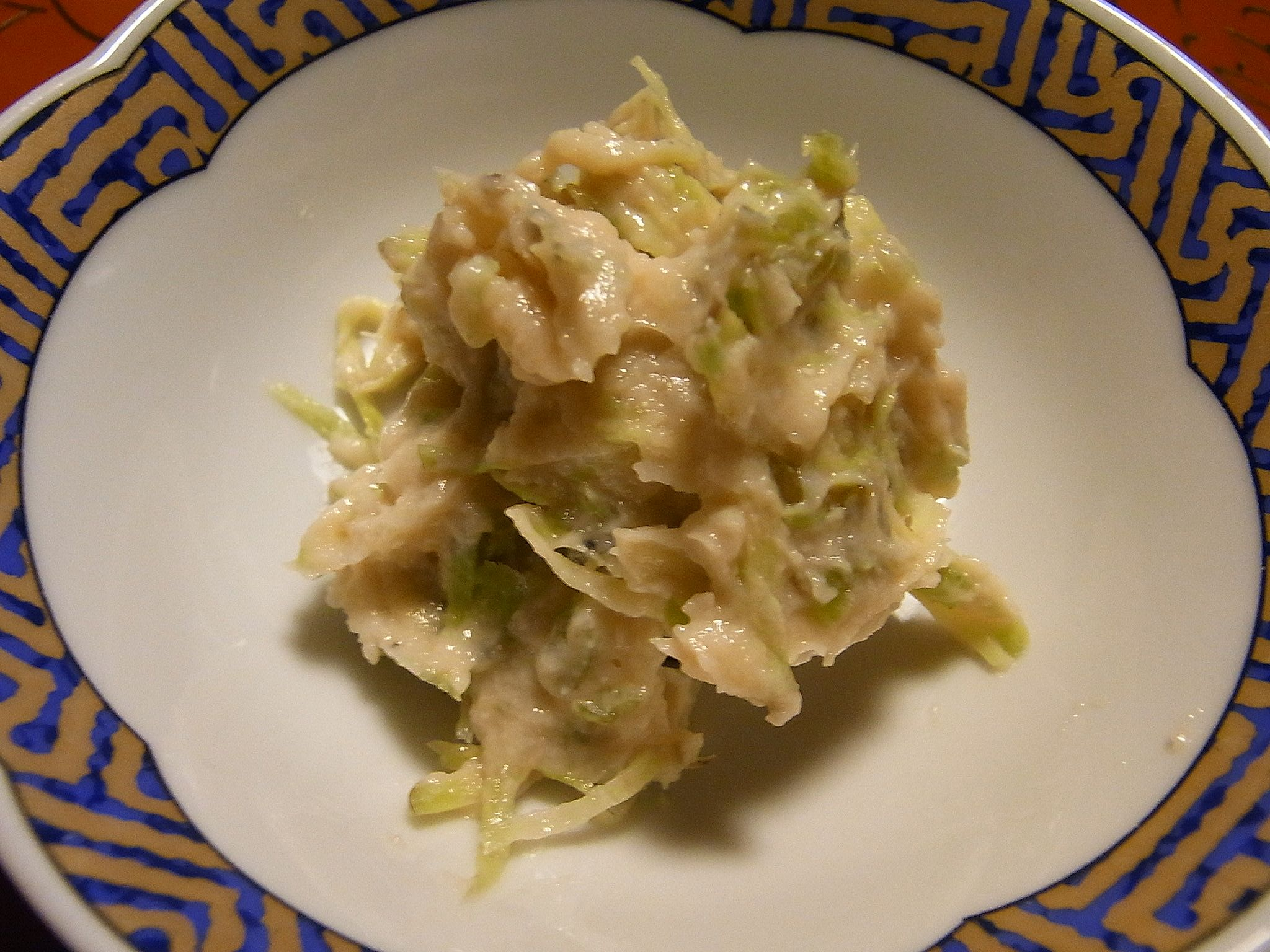
わさび漬け（安曇野市穂高）

わさび漬け（山葵漬け）は、刻んだワサビの葉や茎、根を酒粕に漬けた食品。粕漬けの一種で、酒肴やご飯のおかず、かまぼこ等につける薬味とされる。
春の季語。

## 製法
『日本大百科全書（ニッポニカ）』『日本農業新聞』の解説による。
1. 材料となるワサビの根や茎などを細かく切る。
2. 塩で30分～数時間、下漬けをする。
3. 水気を絞り、調味料（塩や砂糖、みりん、酒など）を加えた酒粕で漬ける。
4. 冷蔵庫で2～3日寝かせる。

## 発祥

### 静岡県のわさび漬け
現在のわさび漬けの発祥は、江戸時代、宝暦年間（1751年 - 1763年）のことである。駿河国（現在の静岡県東部）の商人であった田尻屋利助が、現在の静岡市葵区有東木に伝わるワサビの茎の糠漬けを元に考案し、売り出したのが始まりとされる。その後、1889年（明治22年）に静岡駅（東海道本線）が開業すると、木でできた化粧樽に詰めたわさび漬けが車窓越しに販売されるようになった。これが人気を博し、日本全国にわさび漬けが広まるきっかけとなった。

### 長野県のわさび漬け
長野県の安曇野（安曇野市穂高地区）では明治以降、豊富な湧水を利用したワサビの栽培が始められた。静岡からこの地にわさび漬けの製法が伝わったのは1892年（明治25年）頃。それまではワサビの漬物としては甘酒漬けが存在したが、日持ちしないという欠点があった。ワサビの粕漬けは好評を得て、舟運や鉄道で新潟方面から販路を拡大させていった。

## 材料
ワサビの葉柄や根茎のほか、ウニを添加したウニわさび漬や、数の子を添加した数の子わさび漬などがある。

## ギャラリー

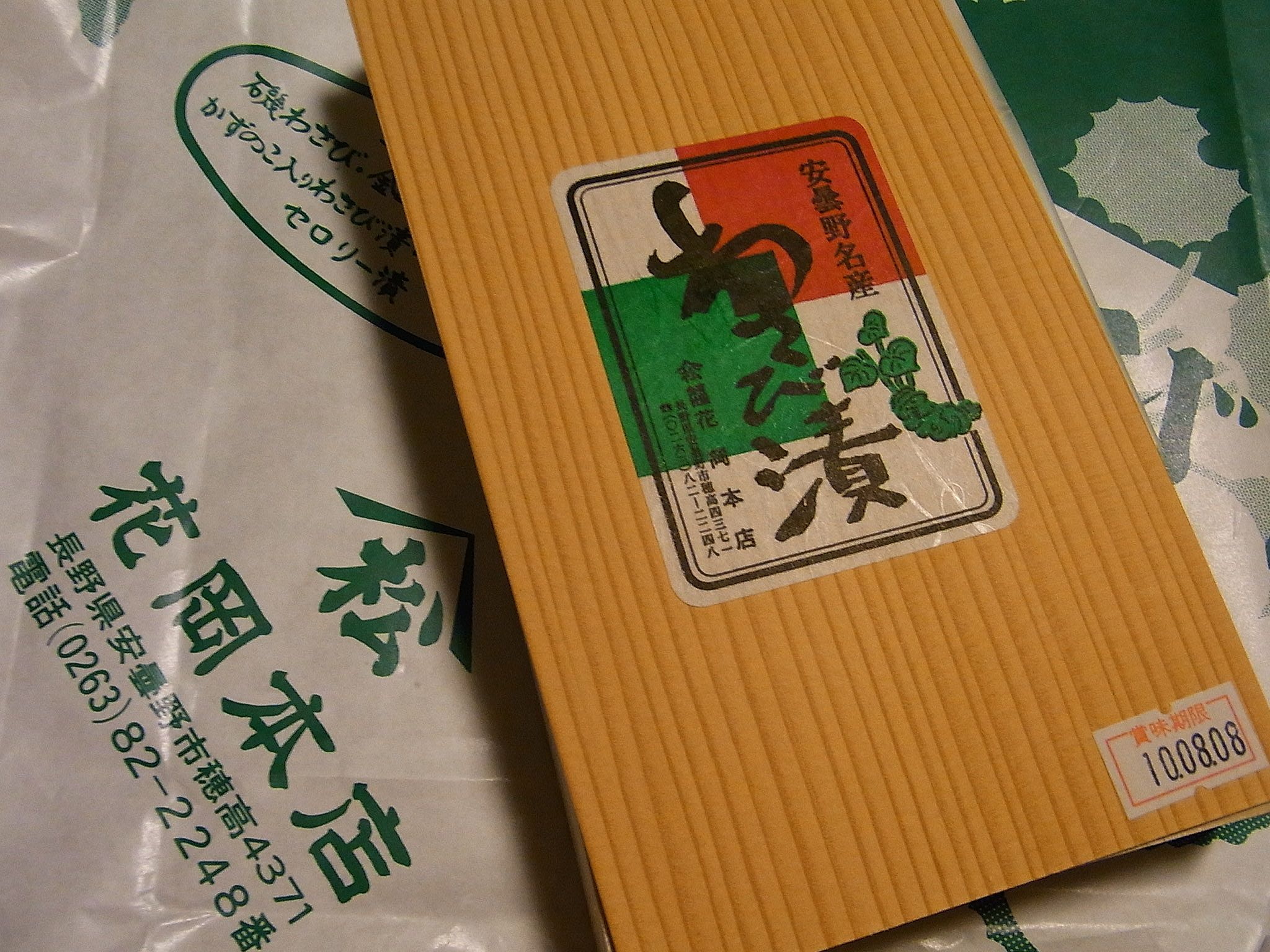
安曇野市穂高のわさび漬け（2010年7月30日撮影）
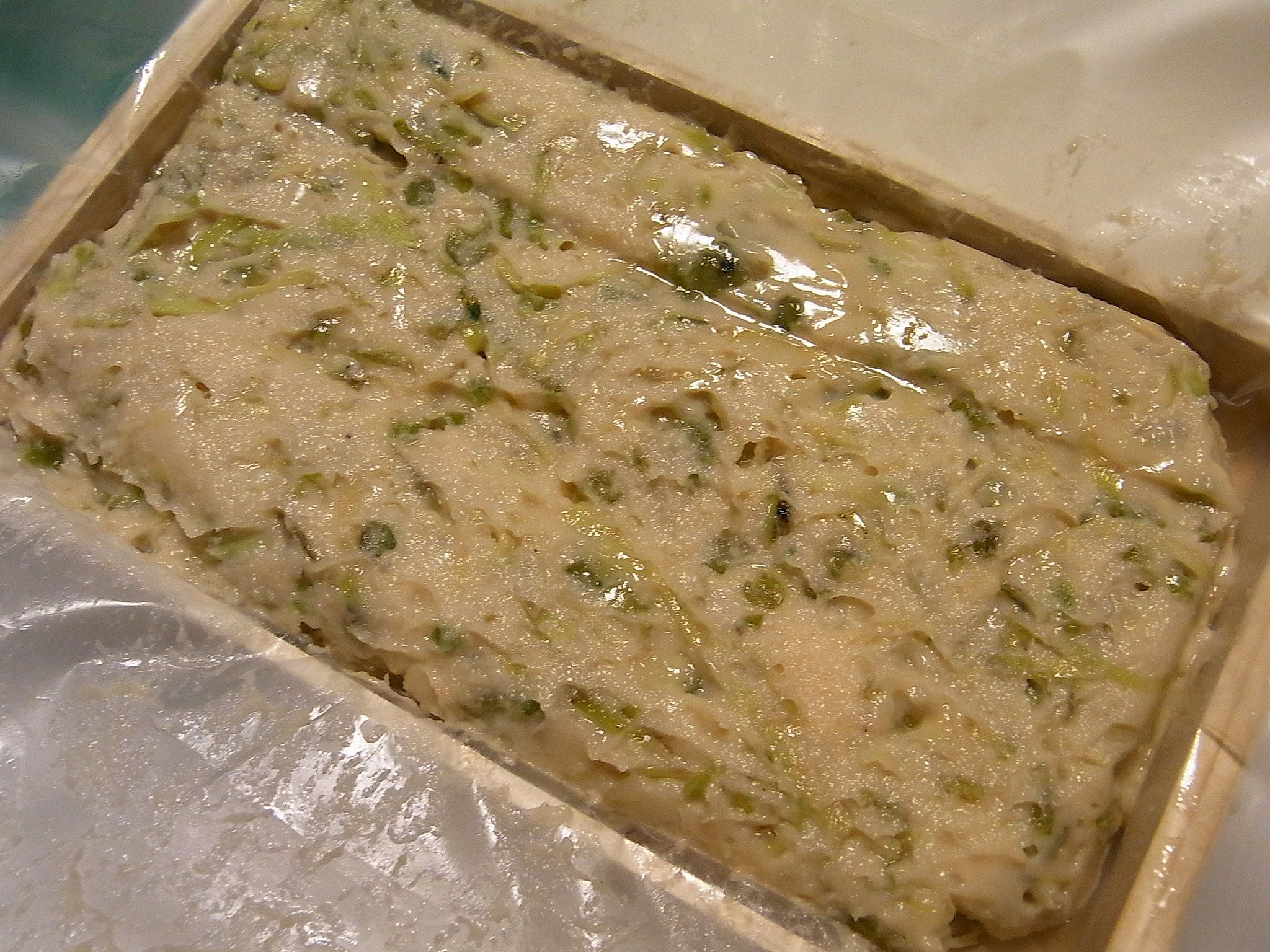
同左、葉と茎を使わず、根茎だけを使っている。
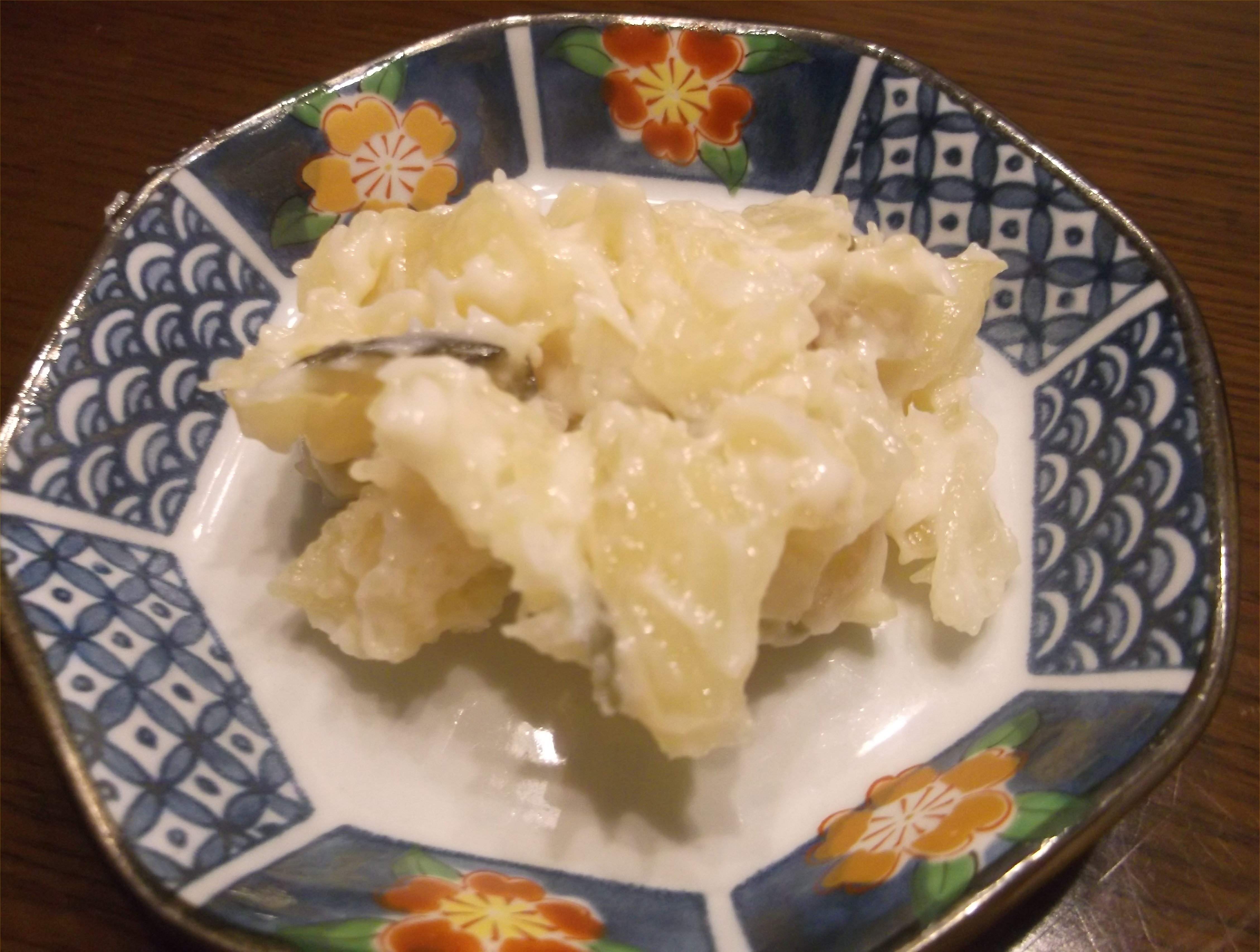
数の子のわさび漬け
「わさび漬発祥の地」の碑（静岡市駿府城公園）
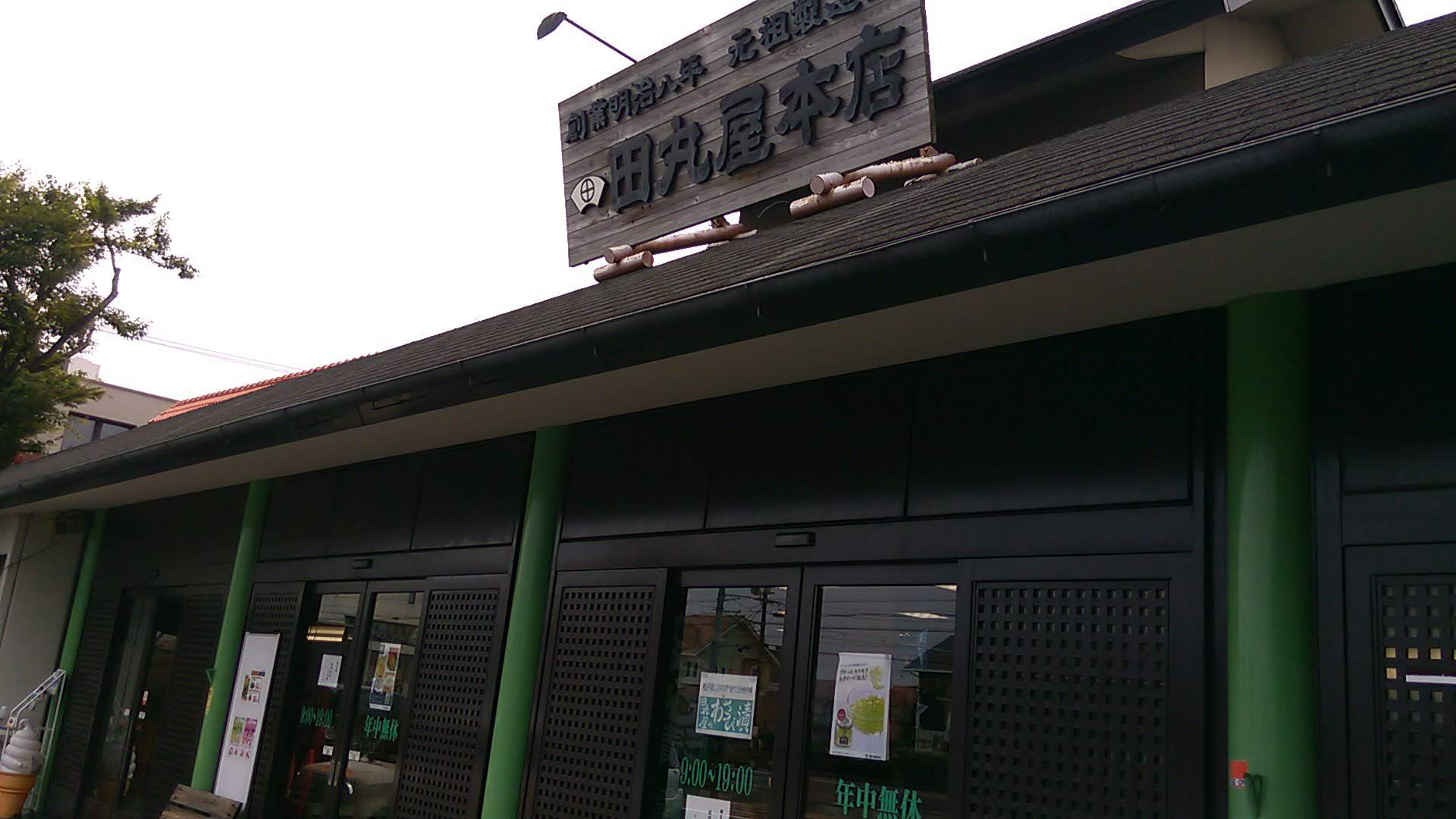
田丸屋本店（静岡市駿河区）